# Ko e Iki he Lagi
Ko e Iki he Lagi (Il Signore del Cielo) è l'inno nazionale di Niue.

## Testo niueano
Ko e Iki he Lagi

Kua fakaalofa mai

Ki Niue nei, ki Niue nei

Kua pule totonu

E Patuiki toatu

Kua pule okooko ki Niue nei
Ki Niue nei, ki Niue nei

Ki Niue nei, ki Niue nei

Ki Niue nei, ki Niue nei

Ki Niue nei
Kua pule okooko ki Niue nei

Kua pule ki Niue nei

## Traduzione inglese
The Lord in Heaven

Who loves

Niue

Who rules kindly

The Almighty

Who rules completely over Niue
Over Niue, Over Niue

Over Niue, Over Niue

Over Niue, Over Niue

Over Niue
Who rules completely over Niue

Who rules over Niue